# Mario Di Toro
Mario Di Toro (Atessa, 8 settembre 1943 – Lanciano, 6 luglio 2019) è stato un ciclista su strada e dirigente sportivo italiano, professionista dal 1966 al 1969.

## Carriera
Passato professionista nel 1966 con la Vittadello, ebbe una carriera brevissima e travagliata, a causa di costanti problemi fisici che lo costrinsero al ritiro nel 1969. In carriera ottenne un terzo posto al Giro del Piemonte 1967 e al Gran Premio Montelupo 1968, e partecipò a tre edizioni consecutive del Giro d'Italia, concludendone due.
Dopo il ritiro divenne un dirigente sportivo, presidente del Comitato Ciclistico d'Abruzzo.

## Piazzamenti

### Grandi Giri
- Giro d'Italia

1966: 60º
1967: squalificato (22ª tappa)
1968: 63º

### Classiche monumento
- Milano-Sanremo

1966: ritirato
1967: ritirato